# Rhodesia viridalbata
Rhodesia viridalbata – gatunek motyla nocnego z rodziny miernikowcowatych (Geometridae). Występuje na terenie Gambii, Madagaskaru, Malawi, RPA, Mozambiku, Zambii oraz Zimbabwe.